# Nanos rubromaculatus
Nanos rubromaculatus là một loài bọ cánh cứng trong họ Bọ hung (Scarabaeidae).